# Waldbredimus
Waldbredimus (luxemburguès Waldbriedemes) és una comuna i vila a l'est de Luxemburg, que forma part del cantó de Remich. Comprèn les viles de Waldbredimus, Ersange i Trintange.

## Població
| Nacionalitat   | Població | %      |
| -------------- | -------- | ------ |
| luxemburguesos | 591      | 69,78% |
| Forasters      | 256      | 30,22% |
| - portuguesos  | 23       | 2,72%  |
| - francesos    | 24       | 2,83%  |
| - italians     | 20       | 2,36%  |
| - belgues      | 19       | 2,24%  |
| - alemanys     | 45       | 5,31%  |
| - iugoslaus    | 34       | 4,01%  |
| - altres       | 91       | 10,74% |

## Evolució demogràfica
| Any        | Població |
| ---------- | -------- |
| 15/02/2001 | 847      |
| 01/01/2002 | 841      |
| 01/01/2003 | 859      |
| 01/01/2004 | 877      |
| 01/01/2005 | 853      |